# The Rival Stage Lines (film, 1914)
Pour les articles homonymes, voir The Rival Stage Lines.
Pour plus de détails, voir Fiche technique et Distribution.
The Rival Stage Lines est un film muet américain réalisé par Tom Mix et sorti en 1914.

## Fiche technique
- Titre : The Rival Stage Lines
- Réalisation : Tom Mix
- Scénario : Allen A. Martin
- Producteur : William Selig
- Société de production : Selig Polyscope Company
- Sociétés de distribution : General Film Company (États-Unis)
- Pays d'origine :  États-Unis
- Langue : film muet avec les intertitres en anglais
- Métrage : 300 m (1 bobine)
- Format : Noir et blanc — 35 mm — 1,33:1 — Muet
- Genre : western
- Durée : 10 minutes
- Dates de sortie : 
  -  États-Unis : 1er décembre 1914

## Distribution
- Tom Mix : Harding Martin
- Goldie Colwell : Miss Johnson
- Leo D. Maloney : David Patrick
- Sid Jordan : Chalmer Browns
- Inez Walker : Mrs Katz
- Lynn Reynolds : Reginald Smythe